# Blanc-Sablon (Quebec)
Blanc-Sablon es la comunidad más al este de la región municipal del condado de Le Golfe-du-Santo-Laurent, en la región administrativa de Côte-Nord, en la provincia de Quebec, Canadá. Con una población de 1 118 habitantes, es la comunidad más poblada del municipio del condado.

## Geografía
Blanc-Sablon se encuentra en la costa norte del Golfo de San Lorenzo, junto a la entrada del Estrecho de Belle Isle. Cuenta con dos bahías significativas, Brador y Blanc-Sablon, sus orillas y el terreno que separa estas bahías está dominado por el Mont Parent, una colina de 100 metros (328 pies) de altura, bautizada por Martin Parent, un pescador local de mediados del siglo XIX. Las fronteras del municipio son con Côte-Nord-du-Golfe-du-Santos-Laurent, Quebec al suroeste y L'Anse-au-Clair, Labrador al del noreste.

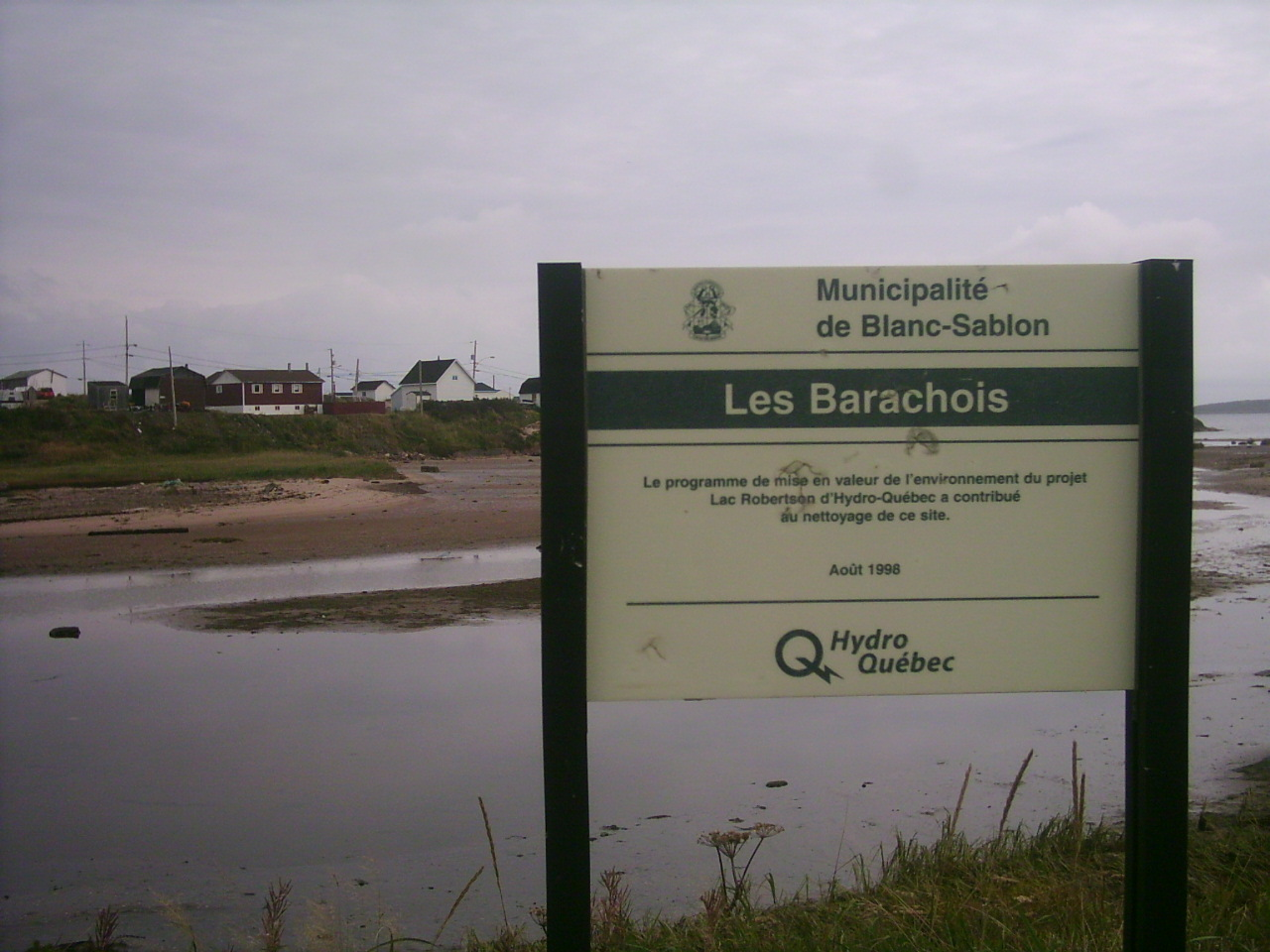
El «Barachois» en Blanc-Sablon, en Quebec.

El estuario de los ríos Brador y Blanc-Sablon tiene una laguna designada barachois, separada del mar por arena y grava. Durante la pleamar se llena de agua salada.
El archipiélago de Blanc-Sablon se encuentra bajo las costas de los pueblos de Blanc-Sablon y Brador e incluye las islas Long, Lazy, Basin, Parrots, Wood y Greenly, donde se encuentra el Santuario del Pájaro de Brador.
El municipio de Blanc-Sablon tiene varias protrusiones de tierra en el Golfo de San Lorenzo; de este a oeste, son Point Saint-Charles, Morel, Lazy, Hunting, À la Barque, Cape Crow y Jones.

### Clima
| Parámetros climáticos promedio de Blanc-Sablon (1981−2010) | Parámetros climáticos promedio de Blanc-Sablon (1981−2010) | Parámetros climáticos promedio de Blanc-Sablon (1981−2010) | Parámetros climáticos promedio de Blanc-Sablon (1981−2010) | Parámetros climáticos promedio de Blanc-Sablon (1981−2010) | Parámetros climáticos promedio de Blanc-Sablon (1981−2010) | Parámetros climáticos promedio de Blanc-Sablon (1981−2010) | Parámetros climáticos promedio de Blanc-Sablon (1981−2010) | Parámetros climáticos promedio de Blanc-Sablon (1981−2010) | Parámetros climáticos promedio de Blanc-Sablon (1981−2010) | Parámetros climáticos promedio de Blanc-Sablon (1981−2010) | Parámetros climáticos promedio de Blanc-Sablon (1981−2010) | Parámetros climáticos promedio de Blanc-Sablon (1981−2010) | Parámetros climáticos promedio de Blanc-Sablon (1981−2010) |
| Mes                                                        | Ene.                                                       | Feb.                                                       | Mar.                                                       | Abr.                                                       | May.                                                       | Jun.                                                       | Jul.                                                       | Ago.                                                       | Sep.                                                       | Oct.                                                       | Nov.                                                       | Dic.                                                       | Anual                                                      |
| ---------------------------------------------------------- | ---------------------------------------------------------- | ---------------------------------------------------------- | ---------------------------------------------------------- | ---------------------------------------------------------- | ---------------------------------------------------------- | ---------------------------------------------------------- | ---------------------------------------------------------- | ---------------------------------------------------------- | ---------------------------------------------------------- | ---------------------------------------------------------- | ---------------------------------------------------------- | ---------------------------------------------------------- | ---------------------------------------------------------- |
| Temp. máx. abs. (°C)                                       | 9.1                                                        | 8.3                                                        | 10.4                                                       | 19.2                                                       | 25.0                                                       | 27.1                                                       | 27.1                                                       | 28.1                                                       | 23.3                                                       | 21.0                                                       | 16.2                                                       | 7.8                                                        | 28.1                                                       |
| Temp. máx. media (°C)                                      | -7.7                                                       | -7.4                                                       | -3.0                                                       | 2.5                                                        | 7.9                                                        | 12.3                                                       | 15.7                                                       | 16.6                                                       | 12.9                                                       | 7.1                                                        | 2.1                                                        | -3.8                                                       | 4.6                                                        |
| Temp. media (°C)                                           | −12.7                                                      | −12.0                                                      | −7.3                                                       | -1.0                                                       | 3.8                                                        | 8.3                                                        | 12.0                                                       | 12.8                                                       | 9.0                                                        | 3.6                                                        | -1.5                                                       | −8.1                                                       | 0.6                                                        |
| Temp. mín. media (°C)                                      | -17.5                                                      | -16.5                                                      | -11.4                                                      | -4.4                                                       | -0.3                                                       | 4.2                                                        | 8.1                                                        | 9.0                                                        | 5.0                                                        | 0.2                                                        | -5.1                                                       | -12.4                                                      | -3.4                                                       |
| Temp. mín. abs. (°C)                                       | -32.3                                                      | -34.1                                                      | -32.5                                                      | -23.0                                                      | -11.1                                                      | -3.6                                                       | 0.0                                                        | 1.8                                                        | -4.8                                                       | -10.4                                                      | -18.9                                                      | -30.2                                                      | -34.1                                                      |
| Precipitación total (mm)                                   | 97.2                                                       | 83.8                                                       | 80.1                                                       | 49.9                                                       | 69.4                                                       | 92.0                                                       | 102.0                                                      | 96.3                                                       | 88.8                                                       | 87.8                                                       | 74.9                                                       | 99.6                                                       | 1021.7                                                     |
| Lluvias (mm)                                               | 11.8                                                       | 7.9                                                        | 11.5                                                       | 20.5                                                       | 62.0                                                       | 91.4                                                       | 101.9                                                      | 96.3                                                       | 88.8                                                       | 81.9                                                       | 48.0                                                       | 24.1                                                       | 646.0                                                      |
| Nevadas (cm)                                               | 85.4                                                       | 75.7                                                       | 68.6                                                       | 29.1                                                       | 7.4                                                        | 0.66                                                       | 0.02                                                       | 0.0                                                        | 0.03                                                       | 6.0                                                        | 26.9                                                       | 75.5                                                       | 375.3                                                      |
| Días de precipitaciones (≥ 0.2 mm)                         | 17.5                                                       | 16.9                                                       | 17.0                                                       | 13.9                                                       | 15.1                                                       | 16.0                                                       | 17.4                                                       | 15.1                                                       | 14.5                                                       | 15.5                                                       | 15.8                                                       | 17.9                                                       | 192.7                                                      |
| Días de lluvias (≥ 0.2 mm)                                 | 2.8                                                        | 2.4                                                        | 4.5                                                        | 7.3                                                        | 13.2                                                       | 16.0                                                       | 17.4                                                       | 15.1                                                       | 14.5                                                       | 14.5                                                       | 9.8                                                        | 5.2                                                        | 122.5                                                      |
| Días de nevadas (≥ 0.2 cm)                                 | 16.5                                                       | 15.9                                                       | 15.1                                                       | 8.7                                                        | 2.9                                                        | 0.32                                                       | 0.04                                                       | 0.0                                                        | 0.04                                                       | 2.3                                                        | 8.6                                                        | 15.6                                                       | 86.1                                                       |
| Horas de sol                                               | 93.9                                                       | 106.7                                                      | 111.7                                                      | 137.6                                                      | 157.5                                                      | 165.3                                                      | 141.9                                                      | 159.0                                                      | 128.9                                                      | 106.2                                                      | 85.1                                                       | 75.8                                                       | 1469.4                                                     |
| Fuente: Environment Canada                                 |                                                            |                                                            |                                                            |                                                            |                                                            |                                                            |                                                            |                                                            |                                                            |                                                            |                                                            |                                                            |                                                            |

## Historia

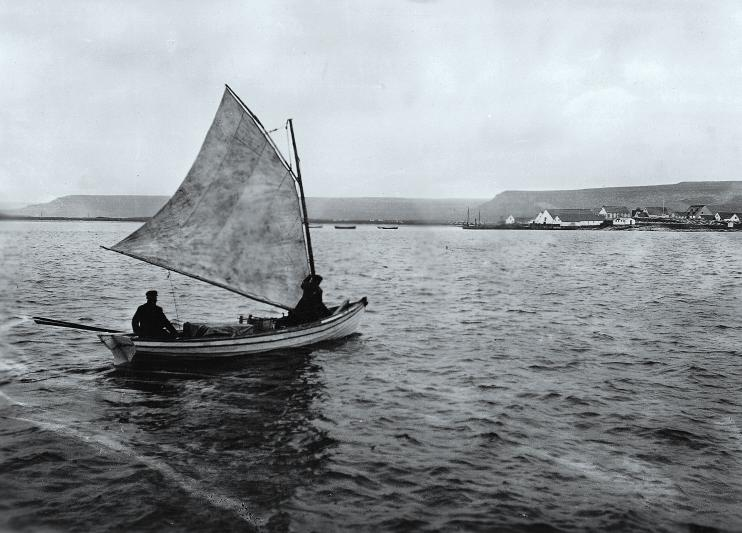
Blanc-Sablon 1908

El lugar fue descubierto por los primeros exploradores europeos, quienes lo bautizaron así por su blanca arena fina de la bahía homónima (blanc significa «blanco», y sablon es un diminutivo de sable, que significa «arena», en francés). También se dice que puede ser por el nombre de Blancs-Sablons Cove en Saint-Malo, ciudad natal de Jacques Cartier, quien llegó a esta tierra en 1534 y puso una cruz junto al sitio que actualmente es Lourdes-de-Blanc-Sablon.
Durante los siglos XVI y XVII, pescadores españoles vascos y portugueses frecuentaban la zona. En 1704, Augustin Le Gardeur de Courtemanche, cacique de Côte-Nord por esos tiempos, construyó Fort Pontchartrain en donde se encuentra Brador. Su asentamiento no se materializó hasta el siglo XIX, con la llegada de los canadienses franceses, los acadianos y los de Jersey. En 1858, la se denominó «Mission of Longue-Pointe-de-Blanc-Sablon» y a finales del siglo XIX acabó llamándose «Lourdes-de-Blanc-Sablon» o «Notre-Dame-de-Lourdes». En 1884, se abrió una oficina de correos.
La zona se incorporó por primera vez como municipalidad de Côte-Nord-du-Golfe-Saint-Laurent en 1963, pero se independizó el 1 de enero de 1990 y se convirtió en municipalidad de Blanc-Sablon.
50 hectáreas de tierra de Blanc-Sablon fueron designadas en 2007, en donde se encuentran 60 zonas arqueológicas que contienen restos de ocupaciones humanas de hace 9 000 años, incluyendo periodos arcaico, Dorset y europeo.
En agosto de 2014, el presidente de Blanc-Sablon, Armand Joncas, expresó su descontento personal con la zona de Basse-Côte-Nord por el gobierno de Quebec y discutió la secesión de Basse-Côte-Nord de Quebec para unirse a la provincia de Terranova y Labrador, a pesar de no tener ningún poder, político ni judicial, para hacerlo. Joncas citó la falta de redes de carreteras que conectasen Quebec, el abandono y la falta de interés por parte del gobierno de Quebec y su cercanía a la identidad cultural de Labrador.

## Comunidades

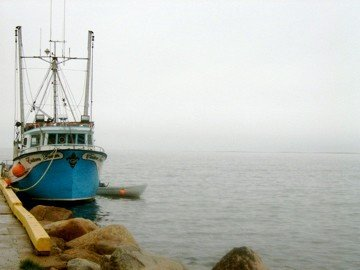
Pesquero en el puerto de Blanc-Sablon.

El municipio incluye tres pueblos: Blanc-Sablon, Lourdes-de-Blanc-Sablon y Brador.

## Educación
En el centro de servicios escolares del litoral se encuentran la escuela Mgr-Scheffer (angloparlante y francófona) en Lourdes-de-Blanc-Sablon y la escuela Santa Teresa (para adultos) en Blanc-Sablon.

### Artículos relacionados
- Côte-Nord (al norte), región administrativa
- Golfo de San Lorenzo
- Estrecho de Belle Isle
- Río Brador
- Río Blanc-Sablon
- Bahía de Blanc-Sablon
- Aeropuerto de Lourdes-de-Blanc-Sablon
- Anexo:Localidades de Quebec